# La Porta
La Porta (korziško A Porta) je naselje in občina v francoskem departmaju Haute-Corse regije - otoka Korzika. Leta 2011 je naselje imelo 209 prebivalcev.

## Geografija
Kraj leži v severovzhodnem delu otoka Korzike znotraj Naravnega regijskega parka Korzike, 51 km južno od središča Bastie.

## Uprava
La Porta je sedež kantona Fiumalto-d'Ampugnani, v katerega so poleg njegove vključene še občine Casabianca, Casalta, Croce, Ficaja, Giocatojo, Pero-Casevecchie, Piano, Poggio-Marinaccio, Poggio-Mezzana, Polveroso, Pruno, Quercitello, Scata, Silvareccio, San-Damiano, San-Gavino-d'Ampugnani, Taglio-Isolaccio, Talasani in Velone-Orneto s 3.296 prebivalci.
Kanton Fiumalto-d'Ampugnani je sestavni del okrožja Corte.

## Zanimivosti
- baročna cerkev sv. Janeza Krstnika s samostojnim zvonikom iz prve polovice 18. stoletja, francoski zgodovinski spomenik od 1975.
- pokopališka kapela sv. Ludvika Gonzage, zgodovinski spomenik.

## Osebnosti
- Horace Sébastiani, francoski vojak, politik in državnik;